# 미미가와 전투
미미가와 전투(일본어: 耳川の戦い)는 덴쇼 6년(1578년), 규슈 제패를 노리던 분고(豊後)의 오토모 소린(大友宗麟)과 사쓰마(薩摩)의 시마즈 요시히사(島津義久)가 휴가(日向) 다카조가와(高城川, 현재의 미야자키현 기조 정(木城町)) 부근을 주 전장으로 격돌한 전투. 다카조가와 전투(高城川) 또는 다카조가와라 전투(高城川原の戦い)라고도 부르기도 한다.

## 전투 배경과 개요
덴쇼 5년(1577년), 휴가의 다이묘 이토 요시스케(伊東義祐)가 시마즈 군에게 패배하여 휴가에서 쫓겨나 우호 관계에 있던 분고의 오토모 소린에게 망명하였다. 이것을 계기로 오토모 소린은 숙적 시마즈 요시히사와 결판을 짓기 위하여 3만 또는 4만이라고 일컬어지는 대군을 이끌고 휴가 원정을 결정한다.
그러나 오토모 가문 내부에서는 소린이 광신적으로 크리스트 교에 경도된 것 등에 불만을 품은 가신단 사이에 알력이 생겨나 결속력이 약화되고 있었다. 유력한 가신 다치바나 도세쓰(立花道雪)등은 시마즈 군과의 전쟁은 시기상조라며 소린의 원정 결정에 강하게 반대하였다. 또한, 전투 직전에 오토모 군 군사회의에서 다키타 시게카네(田北鎮周)는 교전을 주장했으나, 대장 다와라 지카카타(田原親賢)는 비밀리에 시마즈 군과 화평 교섭을 진행하고 있었기 때문에 이에 응하지 않았다. 다키타 시게카네는 불복하고 독단으로 시마즈 군에게 공격을 가하여, 오토모 군은 이를 방치하고 있을 수가 없어서 어쩔 수 없이 시마즈 군과 전투를 벌이게 된다. 오토모 군의 군사 쓰노쿠마 세키소(角隈石宗)는 “혈귀의 구름(血塊の雲)이 머리 위를 덮고 있을 때 싸워서는 안 된다”라고 주장하면서도 결국 교전에 임할 수 밖에 없게 되자, 비전의 오의서를 불태우고 적중으로 돌진하여 전사하였다고 한다.
당초에는 오토모 군이 병력 차이로 시마즈 군을 누르고 있었으나, 서서히 오토모 군의 장병이 피로한 기색을 보이기 시작하였고, 또한 오토모 군의 진형이 길게 늘어지게 되어, 이곳을 시마즈 군이 급습한 것으로 전황은 일변하여 오토모 군이 패주하게 된다. 오토모 군은 3천 명에 가까운 전사자를 냈으나, 그 대부분은 패주하다가 살해당하였거나 미미가와(耳川)의 급류를 건너지 못한 익사한 병사들이라고 한다.

## 참전 무장
×는 전사
- 시마즈 군

■시마즈 요시히사(島津義久) ■시마즈 요시히로(島津義弘) ■시마즈 도시히사(島津歳久) ■시마즈 이에히사(島津家久)
 ■시마즈 유키히사(島津以久) ■이쥬인 다다무네(伊集院忠棟) ■가마타 마사치카(鎌田政近) ■무라타 에치젠(村田越前)
 ■야마다 아리노부(山田有信) ■혼다 지카하루(本多親治) ■혼고 히사모리(北郷久盛)×
- 오토모 군

■다와라 지카카타(田原親賢) ■다와라 지카쓰라(田原親貫) ■우스키 시게쓰구(臼杵鎮続) ■구와노 하루모토(桑野春元)
 ■미이케 시게자네(三池鎮実) ■호시노 시게토요(星野鎮豊) ■다키타 시게카네(田北鎮周)× ■가마치 아키모리(蒲池鑑盛)×
 ■사이키 고레노리(佐伯惟教)× ■쓰노쿠마 세키소(角隈石宗)× ■사이토 시게자네(斎藤鎮実)× ■요시히로 시게노부(吉弘鎮信)×

## 영향
오토모 가문은 이 전투에서 가신 다키타 시게카네・사이키 고레노리와 지쿠고(筑後)의 고쿠진(国人) 가마치 아키모리를 비롯한 많은 중신과 수하의 유력 무장을 잃었다. 더욱이 패전 사실이 알려지자 오토모 가문의 세력권 안에서도 지쿠젠의 아키즈키 다네자네(秋月種実)과 히젠의 류조지 다카노부(龍造寺隆信)를 비롯한 유력 고쿠진의 이반을 불러와, 그 세력권이 크게 줄어들게 되었다. 다치바나 도세쓰는 군감(軍監) 시가 지카모리(志賀親守)의 죄를 규탄하였다.
이러한 일련의 전투로 규슈 내에서 시마즈 가문에 대항할 세력이 없게 되어, 시마즈 가문은 규슈 남부(사쓰마・오스미・휴가)의 지배를 확고하게 다지게 되었다. 또한 시마즈 가문은 이 대승리 후에, 오토모 가문의 비호를 잃게 된 구마(球磨)의 사가라 씨(相良氏)와 히고의 아소 씨(阿蘇氏)의 항복을 받아내고, 히젠의 류조지 가문을 오키타나와테 전투(沖田畷の戦い)에서 완파하여 무릎 꿇게 만드는 등 규슈 내의 고쿠진들을 차례차례 복종시키기 시작하였다. 그리고 곧 오토모 가문의 본거지 분고에 침공을 개시하여 한때 현재의 오이타시(大分市)까지 진격한다. 그러나 오토모 소린의 요청을 받아들인 도요토미 히데요시(豊臣秀吉)의 개입으로 퇴각하게 되고, 도요토미 군과의 전투에서 패배하여 결국에는 히데요시에게 복종하게 된다.